# 崔佛·史托瑞
崔佛·約翰·史托瑞（英語：Trevor John Story，1992年11月15日—），美國職業棒球游擊手，目前效力於波士頓紅襪，他先前曾效力過科羅拉多洛磯。2016年4月4日，他初次登場大聯盟。2016年4月8日，史托瑞成為大聯盟首位在職業生涯前四場比賽皆擊出全壘打的菜鳥球員。

## 早年生涯
史托瑞曾在德克薩斯州歐文的歐文高中就讀。他在該校的棒球隊中擔任游擊手及投手，他的快速球球速更高達96英里每小時（154每小時）。他也曾打過美式足球，場上位置為四分衛，但他到了高中二年級時便不再打美式足球，因此能更加專注於棒球。之後，他獲得路易斯安那州立大學（LSU）提供的大學棒球獎學金。

## 職業生涯

### 小聯盟時期
史托瑞在2011年美國職棒大聯盟選秀被科羅拉多落磯以第1輪（第45名）的順位選中。史托瑞放棄進入LSU就讀，而是選擇與洛磯簽約，並獲得915,000元美金的簽約獎金。簽約後，他效力於新人級先鋒聯盟的卡斯伯幽靈，繳出打擊率0.268的成績。史托瑞在2012年上升至1A南大西洋聯盟（SAL）的艾許威爾旅行者，以打擊率0.277及18支全壘打的成績，獲選為SAL季後賽全明星陣容。2013年賽季前，史托瑞在MLB.com的最受看好新秀排名中位在第99名。史托瑞在2013年效力於高階1A加利福尼亞聯盟的莫德斯托樫果，不過他的表現低迷，打擊率僅有0.233。在2014年繼續效力莫德斯托並繳出打擊率0.332的成績後，落磯於6月將史托瑞上升至2A德克薩斯聯盟的土桑鑽孔機。不過，他在土桑的表現不佳，打擊率僅有0.205。
因為特洛伊·托洛維斯基佔據了洛磯隊的游擊手位置，史托瑞開始累積二壘手及三壘手的經驗。2015年賽季開始，他效力於2A東方聯盟的新不列顛石貓，在300次打席中繳出打擊率0.281的成績，並在7月1日上升至3A太平洋岸聯盟的愛伯克奇同位素。2015年賽季期間，洛磯將托洛維斯基交易出去，史托瑞也入選美國職棒大聯盟未來之星明星賽。他在2015年賽季效力新不列顛與愛伯克奇期間，共繳出上壘率0.350及20支全壘打的成績。洛磯在2015年賽季結束後，將史托瑞放進40人名單。

### 科羅拉多洛磯
史托瑞在2016年春訓期間，與克里斯蒂安·亞當斯角逐洛磯的先發游擊手位置。他在春訓期間繳出打擊率0.340，使他被排進了洛磯的開幕戰陣容。
2016年4月4日，史托瑞在開幕戰對上亞利桑那響尾蛇當日，以洛磯先發游擊手之姿初登大聯盟。史托瑞在他的大聯盟第二個打數，便從扎克·格林基手中擊出他的生涯首支安打——一支三分全壘打。接著，他在下一次打席再度從格林基手中敲出全壘打。他是目前第七位能夠在對上格林基時，單場擊出雙響砲的球員，也成為了大聯盟史上繼查理·萊利、鮑勃·尼曼、伯特·坎潘奈瑞斯、馬克·奎因及J·P·艾倫西比亞後，第六位在初登場時敲出雙響砲的的球員。在這六位球員當中，史托瑞又屬唯一一位在開幕戰初登場的球員。隔日，他成為繼萊利及喬·坎寧安後，第三位在生涯前兩場比賽敲出三支全壘打的球員。在史托瑞站上大聯盟的第三天，他從響尾蛇的派崔克·寇賓手中敲出一支兩分砲，使他成為大聯盟史上首位在生涯前三場比賽皆擊出全壘打，以及在生涯前四支安打皆為全壘打的球員。
在他的第四場比賽當中，他從聖地牙哥教士的手中擊出雙響砲，成為首位在生涯前四場比賽皆敲出全壘打的菜鳥球員，以及大聯盟歷史上首位在開季前四場比賽敲出六支全壘打的球員。他未能在同樣對上教士的生涯第五場比賽當中擊出全壘打，不過，到了第六場比賽，順利從布蘭登·毛雷爾手中敲出一支全壘打。為此，他寫下在球隊前六場比賽擊出最多支全壘打（7支）的MLB紀錄，改寫原先由賴瑞·沃克、麥克·施密特及威利·梅斯創下的六場比賽六支全壘打的紀錄。史托瑞贏得了本賽季首週的國家聯盟當週最佳球員獎。

## 外部連結
- 球員資訊和成績在Baseball-Reference，Baseball-Reference (Minors)（英文）